# Алджер (округ)
Шаблон:StateAbbr_ 47°10′ пн. ш. 86°29′ зх. д. / 47.16° пн. ш. 86.48° зх. д.
Округ Алджер (англ. Alger County) — округ (графство) у штаті Мічиган, США. Ідентифікатор округу 26003.

## Історія
Округ утворений 1885 року.

## Демографія
За даними перепису
2000 року
загальне населення округу становило 9862 осіб, усе сільське.
Серед мешканців округу чоловіків було 5308, а жінок — 4554. В окрузі було 3785 домогосподарств, 2587 родин, які мешкали в 5964 будинках.
Середній розмір родини становив 2,83.
Віковий розподіл населення поданий у таблиці:
| Стать    | До 15 років | 15-21 | 22-29 | 30-39 | 40-49 | 50-65 | 65-85 | Понад 85 |
| -------- | ----------- | ----- | ----- | ----- | ----- | ----- | ----- | -------- |
| Чоловіки | 811         | 478   | 594   | 843   | 887   | 939   | 695   | 61       |
| Жінки    | 807         | 356   | 286   | 561   | 778   | 828   | 807   | 131      |

## Суміжні округи
- Тандер-Бей, Онтаріо, Канада — північ
- Люс — схід
- Скулкрафт — південний схід
- Делта — південь
- Маркетт — захід

## Виноски
1. ↑  US Decennial Census. US Census Bureau. Архів оригіналу за 26 квітня 2015. Процитовано 18 вересня 2014.
2. ↑  Historical Census Browser. University of Virginia Library. Архів оригіналу за 11 серпня 2012. Процитовано 18 вересня 2014.
3. ↑  Population of Counties by Decennial Census: 1900 to 1990. US Census Bureau. Архів оригіналу за 15 лютого 2015. Процитовано 18 вересня 2014.
4. ↑  Census 2000 PHC-T-4. Ranking Tables for Counties: 1990 and 2000 (PDF). US Census Bureau. Архів оригіналу (PDF) за 18 грудня 2014. Процитовано 18 вересня 2014.
5. ↑  State & County QuickFacts. US Census Bureau. Архів оригіналу за 6 червня 2011. Процитовано 26 серпня 2013. [Архівовано 2011-06-06 у Wayback Machine.](англ.) Наведено за англійською вікіпедією.
6. ↑  American FactFinder. Бюро перепису населення США. Архів оригіналу за 26 лютого 2012. Процитовано 31 січня 2008. [Архівовано 2008-05-21 у Wayback Machine.]

| США | Це незавершена стаття з географії США. Ви можете допомогти проєкту, виправивши або дописавши її. |